# Devonport (stacja kolejowa)
Devonport – stacja kolejowa w Plymouth, w hrabstwie Devon na liniach kolejowych Exeter - Plymouth i Cornish Main Line. Stacja pozbawiona sieci trakcyjnej. Jest ostatnią stacją w hrabstwie na linii kolejowej.

## Ruch pasażerski
Stacja w Devonport obsługuje ok. 30 866 pasażerów rocznie (dane za rok 2021/2022). Posiada bezpośrednie połączenia z Exeterem, Plymouth i Penzance. Pociągi odjeżdżają ze stacji średnio co pół godziny.

## Obsługa pasażerów
Automaty biletowe, przystanek autobusowy.